# Waldsieversdorf
Waldsieversdorf est une commune allemande de l'arrondissement de Märkisch-Pays de l'Oder, Land de Brandebourg.

## Géographie
Waldsieversdorf se situe au sein du parc naturel de la Märkische Schweiz, au bord du Großer Däbersee au sud-est et du Stöbber au nord-ouest.
|               | Buckow          |            |
| Garzau-Garzin | Waldsieversdorf |            |
| Rehfelde      |                 | Müncheberg |

Waldsieversdorf se trouve sur la Bundesstraße 168.

## Histoire
Waldsieversdorf est mentionné pour la première fois en 1253 sous le nom de villam Sifiridisdorp dans lequel l'archevêque de Magdebourg Wilbrand von Käfernburg confie le village à l'abbaye de Zinna.
En 1907, la commune prend le nom de Waldsieversdorf à la place de Wüste-Sieversdorf.
Pendant le Troisième Reich, le sanatorium sert de Reichsführerschule. Dans les derniers mois de la Seconde Guerre mondiale, il sert d'hôpital militaire. Les soldats blessés lors des combats sur l'Oder à partir de janvier 1945 viennent à Waldsieversdorf pour se rétablir. Le 18 avril 1945,le village est vidé ; beaucoup de résidents se suicident en incendiant leurs maisons ou en se noyant dans le Däbersee. Le 21 avril 1945, l'Armée rouge entre.
Le Nachrichtenregiment 14 s'installe à l'ouest du village, sur le Rotes Luch. Avec le démantèlement de la NVA en 1990, le régiment est dissout. Le NR-14 est transféré à la 5. Luftwaffendivision puis dissout en 1993.
En 1949, le NDPD occupe le sanatorium de Waldsieversdorf et y installe son école centrale. Après la réunification, le tourisme s'arrête puis reprend peu à peu. Cependant, le nombre d'habitants a fortement baissé.

## Personnalités liées à la commune
- Julius Carl Raschdorff (1823–1914), architecte
- Ferdinand Kindermann (1848–1919), industriel
- Adolf von Seckendorff (1857–1941), général
- John Heartfield (1891–1968), artiste

## Source
- (de) Cet article est partiellement ou en totalité issu de l’article de Wikipédia en allemand intitulé « Waldsieversdorf » (voir la liste des auteurs).